# Plantago cladarophylla
Plantago cladarophylla är en grobladsväxtart som beskrevs av B. G. Briggs, Carolin och Pulley. Plantago cladarophylla ingår i släktet kämpar, och familjen grobladsväxter. Inga underarter finns listade i Catalogue of Life.